# Zingiber
Zingiber é um gênero botânico da família Zingiberaceae
O gênero é constituido por um conjunto de plantas de valor medicinal e culinário, conhecido em muitas partes do mundo. O mais conhecido é o gengibre ( Zingiber officinale ).

## Espécies
Zingiber officinale

Zingiber spectabile

Zingiber petiolatum

Zingiber zerumbet

Zingiber purpureum

Zingiber mioga

Zingiber malaysianum
tem a folha comprida e fina, e caule cresce sempre reto.